# Сен-Леонар (Вале)
Сен-Леонар (фр. Saint-Léonard) — громада  в Швейцарії в кантоні Вале, округ Сьєр.

## Географія
Громада розташована на відстані близько 80 км на південь від Берна, 5 км на північний схід від Сьйона.
Сен-Леонар має площу 3,9 км², з яких на 28,6% дозволяється будівництво (житлове та будівництво доріг), 48,2% використовуються в сільськогосподарських цілях, 14,7% зайнято лісами, 8,5% не є продуктивними (річки, льодовики або гори).

## Демографія
2019 року в громаді мешкало 2428 осіб (+14,7% порівняно з 2010 роком), іноземців було 20,7%. Густота населення становила 624 осіб/км².
За віковим діапазоном населення розподілялося таким чином: 20,3% — особи молодші 20 років, 61,8% — особи у віці 20—64 років, 17,9% — особи у віці 65 років та старші. Було 1002 помешкань (у середньому 2,4 особи в помешканні).
Із загальної кількості 536 працюючих 61 був зайнятий в первинному секторі, 106 — в обробній промисловості, 369 — в галузі послуг.